# Renato Moicano
Renato Moicano, pseudonimo di Renato Carneiro (Brasilia, 21 maggio 1989), è un artista marziale misto brasiliano.
Combatte nella divisione dei pesi leggeri per l'organizzazione statunitense UFC. In passato ha militato anche nella promozione brasiliana Jungle Fight, dove è stato campione di categoria ad interim.

## Caratteristiche tecniche
Renato "Money" Moicano predilige la lotta a terra, grazie alle sue capacità nel jiu-jitsu brasiliano, attorno al quale ruota il suo game plan. Utilizza spesso anche fasi di clinch. 

## Carriera nelle arti marziali miste

### Inizi
Moicano debutta come lottatore professionista di MMA nel 2010 nella sua terra natale e nell'arco di circa quattro anni mette insieme un record di otto vittorie e un pareggio, vincendo tra l'altro il titolo ad interim dei pesi piuma nella federazione Jungle Fight.

### Ultimate Fighting Championship
Il 12 dicembre 2014 firma un contratto con la UFC debuttando dopo soli dieci giorni contro Tom Niinimäki come sostituto dell'infortunato Rony Jason e vincendo tramite sottomissione al secondo round.
Torna sull'ottagono il 14 maggio 2016 per combattere contro Zubaira Tukhugov, trionfando via decisione non unanime da sfavorito.
La sua terza sfida in UFC ha luogo il 15 aprile 2017 a UFC on Fox 24 contro il numero cinque di categoria Jeremy Stephens: il match, svoltosi prevalentemente in piedi, vede il brasiliano vittorioso per decisione non unanime.
Il 29 luglio 2017 arriva la prima sconfitta in carriera quando viene battuto per sottomissione dal futuro contendente al titolo Brian Ortega, che lo batte per sottomissione; entrambi gli atleti vengono premiati con il riconoscimento Fight of the Night. Successivamente mette insieme due vittorie consecutive contro Calvin Kattar e il veterano Cub Swanson, ottenendo tramite quest'ultima il riconoscimento Performance of the Night.
Successivamente subisce due sconfitte consecutive contro l'ex campione Jose Aldo e il fuoriclasse sudcoreano Jung Chan-sung. Il 18 gennaio 2025, sostituisce il contendente al titolo Arman Tsarukyan che dà forfait per infortunio alla schiena, sostituendolo.

## Risultati nelle arti marziali miste
| Risultato | Record | Avversario           | Metodo                           | Evento                                     | Data              | Round | Tempo | Città                                | Note                                               |
| --------- | ------ | -------------------- | -------------------------------- | ------------------------------------------ | ----------------- | ----- | ----- | ------------------------------------ | -------------------------------------------------- |
| Sconfitta | 20-7-1 | Beneil Dariush       | Decisione (Unanime)              | UFC 317                                    | 28 Giugno 2025    | 3     | 5:00  | Las Vegas, Stati Uniti               |                                                    |
| Sconfitta | 20-6-1 | Islam Makhachev      | Sottomissione (brabo choke)      | UFC 311                                    | 18 gennaio 2025   | 1     | 4:05  | Inglewood, Stati Uniti               | Per il titolo dei pesi leggeri UFC.                |
| Vittoria  | 20-5-1 | Benoit Saint Denis   | KO tecnico (stop medico)         | UFC Fight Night: Moicano vs. Saint Denis   | 28 settembre 2024 | 2     | 5:00  | Parigi, Francia                      |                                                    |
| Vittoria  | 19-5-1 | Jalin Turner         | KO tecnico (gomitata e pugni)    | UFC 300                                    | 13 aprile 2024    | 2     | 4:11  | Las Vegas, Stati Uniti               |                                                    |
| Vittoria  | 18-5-1 | Drew Dober           | Decisione (unanime)              | UFC Fight Night: Dolidze vs. Imamov        | 3 febbraio 2024   | 3     | 5:00  | Las Vegas, Stati Uniti               |                                                    |
| Vittoria  | 17-5-1 | Brad Riddell         | Sottomissione (rear-naked choke) | UFC 281                                    | 13 novembre 2022  | 1     | 3:20  | New York City, New York, Stati Uniti |                                                    |
| Sconfitta | 16-5-1 | Rafael dos Anjos     | Decisione (unanime)              | UFC 272                                    | 5 marzo 2022      | 5     | 5:00  | Las Vegas, Stati Uniti               |                                                    |
| Vittoria  | 16-4-1 | Alexander Hernandez  | Sottomissione (rear-naked choke) | UFC 271                                    | 12 febbraio 2022  | 2     | 1:23  | Houston, Texas, Stati Uniti          |                                                    |
| Vittoria  | 15-4-1 | Jai Herbert          | Sottomissione (rear-naked choke) | UFC Fight Night: Gane vs. Volkov           | 26 giugno 2021    | 2     | 4:34  | Las Vegas, Stati Uniti               |                                                    |
| Sconfitta | 14-4-1 | Rafael Fiziev        | KO (pugni)                       | UFC 256: Figueiredo vs. Moreno             | 12 dicembre 2020  | 1     | 4:06  | Las Vegas, Stati Uniti               |                                                    |
| Vittoria  | 14-3-1 | Damir Hadžović       | Sottomissione (rear-naked choke) | UFC Fight Night: Lee vs. Oliveira          | 14 marzo 2020     | 1     | 0:44  | Brasilia, Brasile                    |                                                    |
| Sconfitta | 13-3-1 | Jung Chan-sung       | KO tecnico (pugni)               | UFC Fight Night: Moicano vs. Korean Zombie | 22 giugno 2019    | 1     | 0:58  | Greenville, Stati Uniti              |                                                    |
| Sconfitta | 13-2-1 | José Aldo            | KO tecnico (pugni)               | UFC Fight Night: Assunção vs. Moraes 2     | 2 febbraio 2019   | 2     | 0:44  | Fortaleza, Brasile                   |                                                    |
| Vittoria  | 13-1-1 | Cub Swanson          | Sottomissione (rear-naked choke) | UFC 227: Dillashaw vs. Garbrandt 2         | 4 agosto 2018     | 1     | 4:15  | Los Angeles, Stati Uniti             | Performance of the Night                           |
| Vittoria  | 12-1-1 | Calvin Kattar        | Decisione (unanime)              | UFC 223: Khabib vs. Iaquinta               | 7 aprile 2018     | 3     | 5:00  | Brooklyn, Stati Uniti                |                                                    |
| Sconfitta | 11-1-1 | Brian Ortega         | Sottomissione (guillotine choke) | UFC 214: Cormier vs. Jones 2               | 29 luglio 2017    | 3     | 3:29  | Anaheim, Stati Uniti                 | Fight of the Night                                 |
| Vittoria  | 11-0-1 | Jeremy Stephens      | Decisione (non unanime)          | UFC on Fox: Johnson vs. Reis               | 15 aprile 2017    | 3     | 5:00  | Kansas, Stati Uniti                  |                                                    |
| Vittoria  | 10-0-1 | Zubaira Tukhugov     | Decisione (non unanime)          | UFC 198: Werdum vs. Miocic                 | 14 maggio 2016    | 3     | 5:00  | Curitiba, Brasile                    |                                                    |
| Vittoria  | 9-0-1  | Tom Niinimäki        | Sottomissione (rear-naked choke) | UFC Fight Night: Machida vs. Dollaway      | 20 dicembre 2014  | 2     | 3:30  | Barueri, Brasile                     | Debutto in UFC                                     |
| Vittoria  | 8-0-1  | Ismael Bonfim        | Sottomissione (rear-naked choke) | Jungle Fight 71                            | 19 luglio 2014    | 1     | 2:59  | San Paolo, Brasile                   | Vince il titolo pesi piuma ad interim Jungle Fight |
| Vittoria  | 7-0-1  | Nilson Pereira       | Decisione (unanime)              | Jungle Fight 55                            | 20 luglio 2013    | 3     | 5:00  | Rio de Janeiro, Brasile              |                                                    |
| Vittoria  | 6-0-1  | Mauro Chaulet        | Sottomissione (rear-naked choke) | Jungle Fight 50                            | 6 maggio 2013     | 2     | 2:53  | Novo Hamburgo, Brasile               |                                                    |
| Parità    | 5-0-1  | Felipe Froes         | Parità (maggioritaria)           | Shooto Brazil 36                           | 23 novembre 2012  | 3     | 5:00  | Brasilia, Brasile                    |                                                    |
| Vittoria  | 5-0    | Iliarde Santos       | Decisione (unanime)              | Jungle Fight 29                            | 25 giugno 2011    | 3     | 5:00  | Serra, Brasile                       |                                                    |
| Vittoria  | 4-0    | João Luiz Nogueira   | Decisione (unanime)              | Jungle Fight 25                            | 19 febbraio 2011  | 3     | 5:00  | Vila Velha, Brasile                  |                                                    |
| Vittoria  | 3-0    | Eduardo Felipe       | Sottomissione (rear-naked choke) | Jungle Fight 24                            | 18 dicembre 2010  | 2     | 2:49  | Rio de Janeiro, Brasile              |                                                    |
| Vittoria  | 2-0    | João Paulo Rodrigues | Decisione (unanime)              | Jungle Fight 21                            | 31 luglio 2010    | 3     | 5:00  | Natal, Brasile                       |                                                    |
| Vittoria  | 1-0    | Alexandre Almeida    | Sottomissione (rear-naked choke) | Jungle Fight 18                            | 20 maggio 2010    | 3     | 1:56  | San Paolo, Brasile                   |                                                    |